# Haliplus ovalis
Haliplus ovalis (лат.) — вид жесткокрылых насекомых из семейства плавунчики. Распространён в Восточной Азии: Япония. Длина тела имаго около 4 мм (3,80—5,97 мм). От близких видов отличается следующими признаками: чёрная метка на голове расширена у основания; чёрные метки на надкрыльях расположены в форме ромба по центру; две чёрные метки на 4-м интервале и одна чёрная метка на вершине 6-го интервала. Сутуральная чёрная полоса едва достигает основного 1-го интервала на основании надкрылий. Пенис крупный, вершина округлая. Пронотум без plicae (короткие бороздки на базально-средней части). Этот вид обычно обитает в прудах, и взрослых особей собирали с помощью подметальных сетей на мелководье и светоловушки.